# Bedřichov (ort i Tjeckien, Liberec)
Bedřichov är en ort i Tjeckien.   Den ligger i regionen Liberec, i den norra delen av landet, 90 km nordost om huvudstaden Prag. Bedřichov ligger 717 meter över havet och antalet invånare är 271.
Terrängen runt Bedřichov är huvudsakligen kuperad, men åt sydväst är den platt.Runt Bedřichov är det mycket tätbefolkat, med 1 135 invånare per kvadratkilometer. Närmaste större samhälle är Liberec, 6,6 km väster om Bedřichov. I omgivningarna runt Bedřichov växer i huvudsak blandskog.